# Mont Saint-Romain
Le mont Saint-Romain est un sommet situé sur le territoire de la commune de Blanot en Saône-et-Loire, dans la région Bourgogne-Franche-Comté du sud. 
Culminant à 579 mètres d'altitude, il fait partie des monts du Mâconnais, avec une vue à l'ouest sur le Clunisois et, à l'est, sur le Haut-Mâconnais (et, par-delà, sur le val de Saône et la Bresse, avec les monts du Jura et les Alpes en toile de fond). 
Le lieu dispose d'une table d'orientation « érigée par le Touring-club de France » en 1948, tandis que les grottes de Blanot s'ouvrent à son pied sud-ouest.
Ce sommet des monts du Mâconnais est environné d'une importante forêt domaniale appartenant au domaine privé de l’État, répartie sur le territoire de quatre communes : la forêt des Grisons (superficie totale : 557,23 ha), mêlant feuillus et conifères.

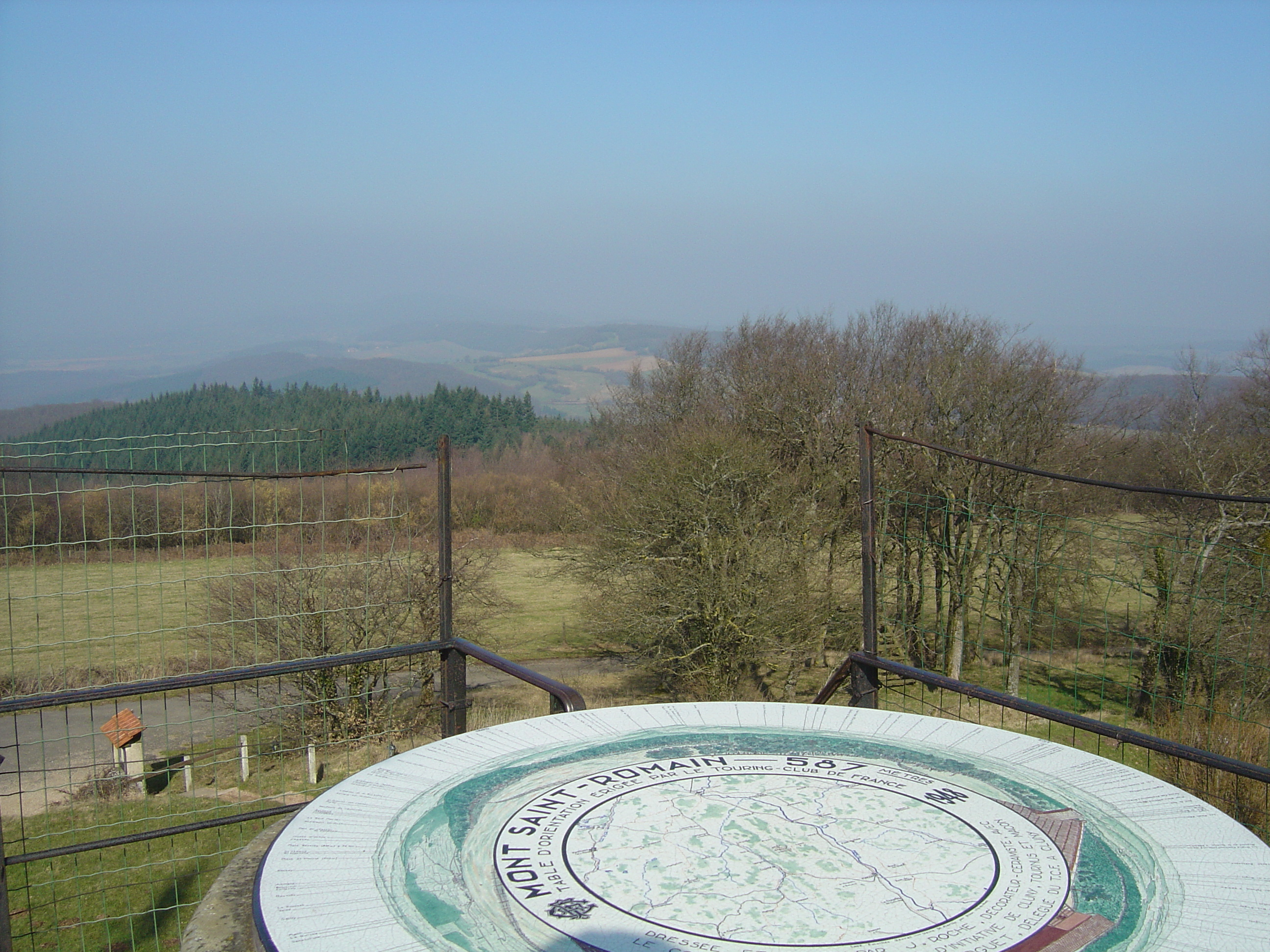
La table d'orientation du mont Saint-Romain, érigée en 1948 par le Touring-club de France.

## Un lieu de dévotion
L'habitude prise d'allumer un grand feu au sommet du mont Saint-Romain laisse penser que celui-ci est un ancien lieu de culte druidique. La légende, de plus, évoque une lutte sans merci entre l’ancienne et la nouvelle religion sur ce site boisé et rocheux.
L'oratoire édifié au sommet a été cédé à l'abbaye de Cluny en 927, le cartulaire de l'abbaye mentionnant l'acquisition de l’« ecclesia sancti romani ». Dans la première moitié du XIIe siècle, le lieu devient assez fréquenté ; l’abbé Pierre le Vénérable vient s’y reposer à plusieurs reprises. 
L’ancienne chapelle du mont Saint-Romain abrite ensuite un collège de deux à trois moines, jusqu’à ce qu’elle soit finalement réduite, au sortir du Moyen Âge, à n'être plus qu'une simple chapelle, qui sera le lieu d'un ermitage au XVIIe siècle. Cet ermitage – dont il ne subsiste rien – est vendu nationalement le 20 juillet 1792.

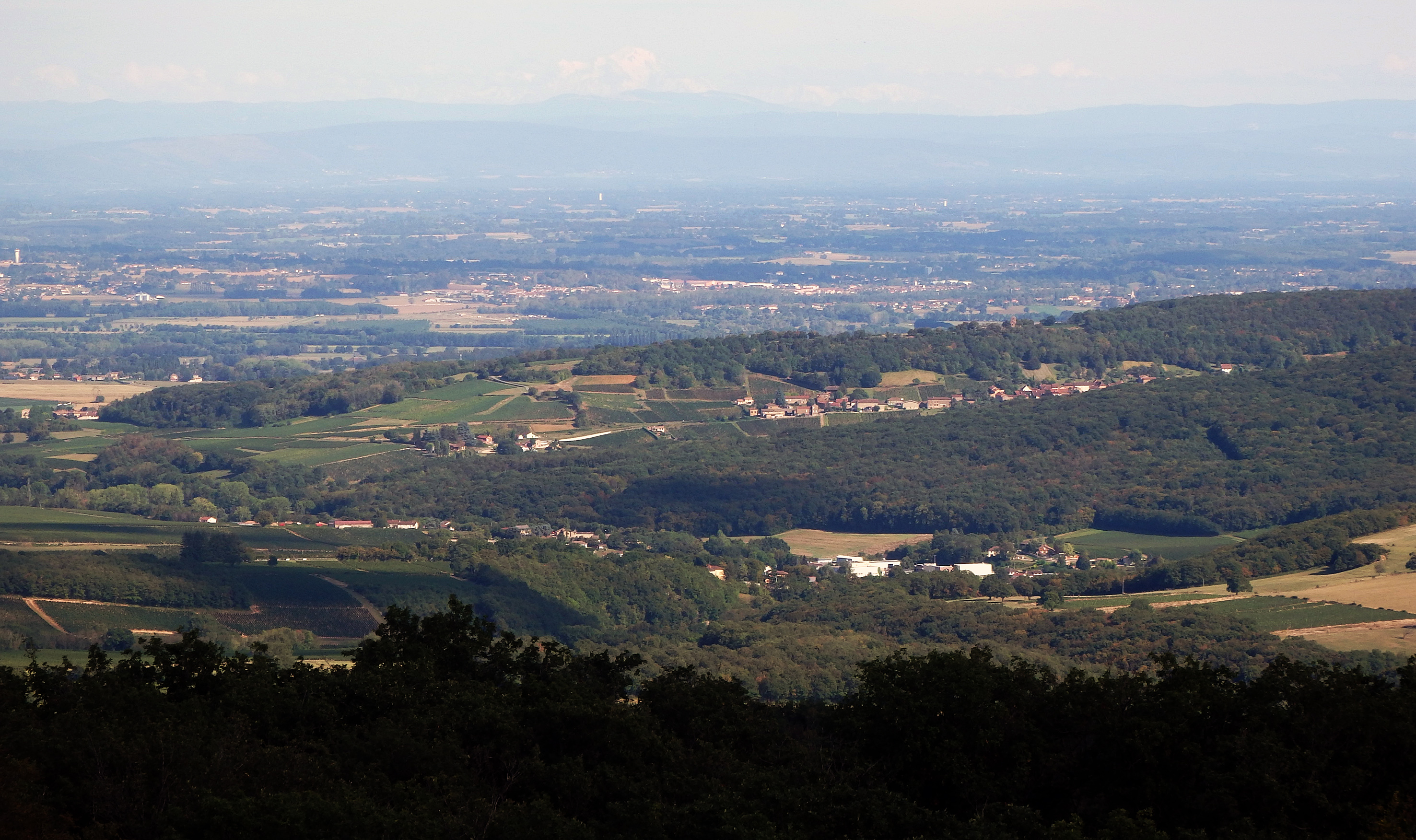
Vue en direction du sud-est : au 1er plan, les maisons de Lugny puis celles de Burgy, et, au 2e plan, le val de Saône, la platitude de la Bresse et les sommets des Alpes.

Sur le flanc nord-est du mont Saint-Romain, non loin de l'ancienne chapelle, la « fontaine du Plâtre », source captée qui coule en bordure de la route menant au mont, fut longtemps l'objet d'un pèlerinage, qui dura jusqu'à la fin du XIXe siècle. Celui-ci se déroulait de nuit et on y venait notamment pour la guérison des fièvres. Les pèlerins se lavaient les yeux, buvaient l'eau, puis plaçaient dans les interstices des pierres du bassin des pièces de monnaie. On prétendait que l'eau sortait du corps de saint Romain inhumé non loin de là, sous une croix (qui a disparu).